# Timolol

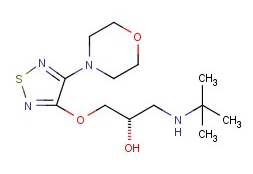
Formule chimique du Timolol

Le timolol est un médicament de la classe des bêta-bloquants disponible sous forme de comprimé pour administration par voie orale, et de collyre ou pommade pour la voie oculaire. Par voie générale, les indications sont le traitement de l'hypertension artérielle et la prophylaxie de l'angor. La voie locale est utilisée dans l'hypertonie intra-oculaire et le glaucome chronique, dont c'est un des traitements de première intention. La forme collyre fait partie de la liste modèle de l'OMS des médicaments essentiels. Les effets indésirables et les contre-indications sont ceux des bêta-bloquants.

## Utilisations médicales

### Par la bouche
- pour soigner l'hypertension artérielle
- pour prévenir les crises cardiaques
- pour prévenir les migraines

## Contre-indication[1]
- asthme et bronchite chronique
- insuffisance cardiaque
- bloc auriculoventriculaire
- angor de Prinzmetal
- syndrome de Raynaud
- phéochromocytome non soigné
- hypotension
- antécédent de choc anaphylactique
- en association avec la floctafénine ou le sultopride

### Effets secondaires[1]
- fatigue, insomnie, douleurs d'estomac, nausées, vomissements
- bloc auriculoventriculaire, ralentissement excessif du cœur, chute de tension, insuffisance cardiaque, bronchospasme, hypoglycémie, phénomène de Raynaud ;
- éruption cutanée, aggravation d'un psoriasis.